# 小河諒
小河 諒（おがわ りょう、1991年4月22日 - ）は、神奈川県出身のレーシングドライバー。血液型はO型。

## 経歴
トヨタのワークスドライバーであった小河等の長男として生まれる。しかし一歳の時、父は鈴鹿で事故死。それ以来母・雅子は厳しく諒をしつけて育てた。舘信秀、関谷正徳、福山英朗といった父と親交のあったドライバーたちは諒をかわいがり、毎年ゴールデンウィークの富士スピードウェイのレースを見に行くなど、時々サーキットに連れて行った。
父のことがありレースをしたくてもなかなか言い出せなかったが、2005年ついに決心して母にレースをしたいと告げ、13歳でカートを始める。ただし、関谷正徳のアドバイスで高校受験までは学業と並行していたため、本格的にレース活動を始めたのは16歳からである。
2010年にフォーミュラ・チャレンジ・ジャパンで4輪レースデビュー。
2012年にル・ボーセモータースポーツからスーパーFJに参戦。
2013年、2014年とPCCJ（ポルシェ・カレラカップジャパン）でチャンピオンを連覇。
2015年、父の親友であった舘信秀の後押しで全日本F3選手権のNクラスにトムスから参戦、圧倒的な戦績で4戦を残して王者を獲得。
2016年にはスーパー耐久のST-4クラスにエンドレスからトヨタ・86で参戦、最終戦を待たず王者となった。2017年も同様にエンドレス86で参戦し、ランキング2位につけた。
2018〜2019年86/BRZレースに参戦し、2019年以降は再びPCCJを主戦場としている。
SUPER GTでは2016年にルーキーテストに合格したものの出走には至らず、GT公式のレポーターなどで情報を発信する役割を担っていた。2023年はaprのリザーブドライバーとして登録された。

## エピソード
- 父の親友であった関谷正徳について小河は「父親の代わりみたいに本気で怒ってくれた」と語っている。
- 雅子は等の死以来ずっと泣いて日々を送っていたが、2歳の諒に「ママずっと泣いてるのは僕が悪い子だから？」と言われ、それ以来泣くのをやめたという。諒は母を「普通の家庭のお母さんの何百倍も頑張ってた」と回顧している[7]。
- 愛車はマツダ・ロードスター[8]。
- 2021年頃から「ファイナルコール小河」の呼び名がファンの間で広まり、自身も用いるようになって定着した。

## レース戦歴

### SUPER GT
| 年     | チーム | 使用車両     | クラス | 1   | 2      | 3   | 4      | 5   | 6   | 7   | 8   | 順位 | ポイント |
| ------ | ------ | ------------ | ------ | --- | ------ | --- | ------ | --- | --- | --- | --- | ---- | -------- |
| 2023年 | apr    | トヨタ・GR86 | GT300  | OKA | FSW 18 | SUZ | FSW 13 | SUZ | SUG | AUT | MOT | NC   | 0        |
| 2025年 | apr    | トヨタ・GR86 | GT300  | OKA | FSW    | SEP | FSW    | SUZ | SUG | AUT | MOT |      |          |